# Ахуново (Благоварський район)
Аху́ново (рос. Ахуново, башк. Ахун) — присілок у складі Благоварського району Башкортостану, Росія. Входить до складу Троїцької сільської ради.
Населення — 214 осіб (2010; 257 в 2002).
Національний склад:
- татари — 39 %
- башкири — 36 %

Стара назва — селище Отділення Ахуновське сохвоза імені Башкирського ЦИКа.